# 오픈 사이언스
오픈 사이언스는 과학 연구(출판물, 데이터, 물리적 샘플 및 소프트웨어 포함)와 그 보급 을 사회의 모든 수준, 아마추어 또는 전문가가 액세스할 수 있도록 하려는 운동이다. 열린 과학은 협업 네트워크 를 통해 공유되고 개발되는 투명하고 접근 가능한 지식이다. 여기에는 공개 연구 출판, 오픈 액세스 캠페인, 과학자들이 오픈 노트 과학 을 실천하도록 장려하고, 과학에 대한 광범위한 보급과 참여, 일반적으로 과학적 지식 을 출판, 접근 및 전달하기 쉽게 만드는 것과 같은 관행이 포함된다.
이 용어의 사용은 학문 분야에 따라 크게 다르다. 오픈 사이언스는 종종 예술, 인문학 및 사회 과학의 포함과 관련하여 "과학"이라는 용어가 가질 수 있는 격차를 해결하기 위해 준-동의어로 사용된다. 모든 분야를 연결하는 주요 초점은 새로운 기술과 도구의 광범위한 활용과 연구 기반 관점에서 지식의 생산, 보급 및 수용의 기본 생태이다.

## 원칙

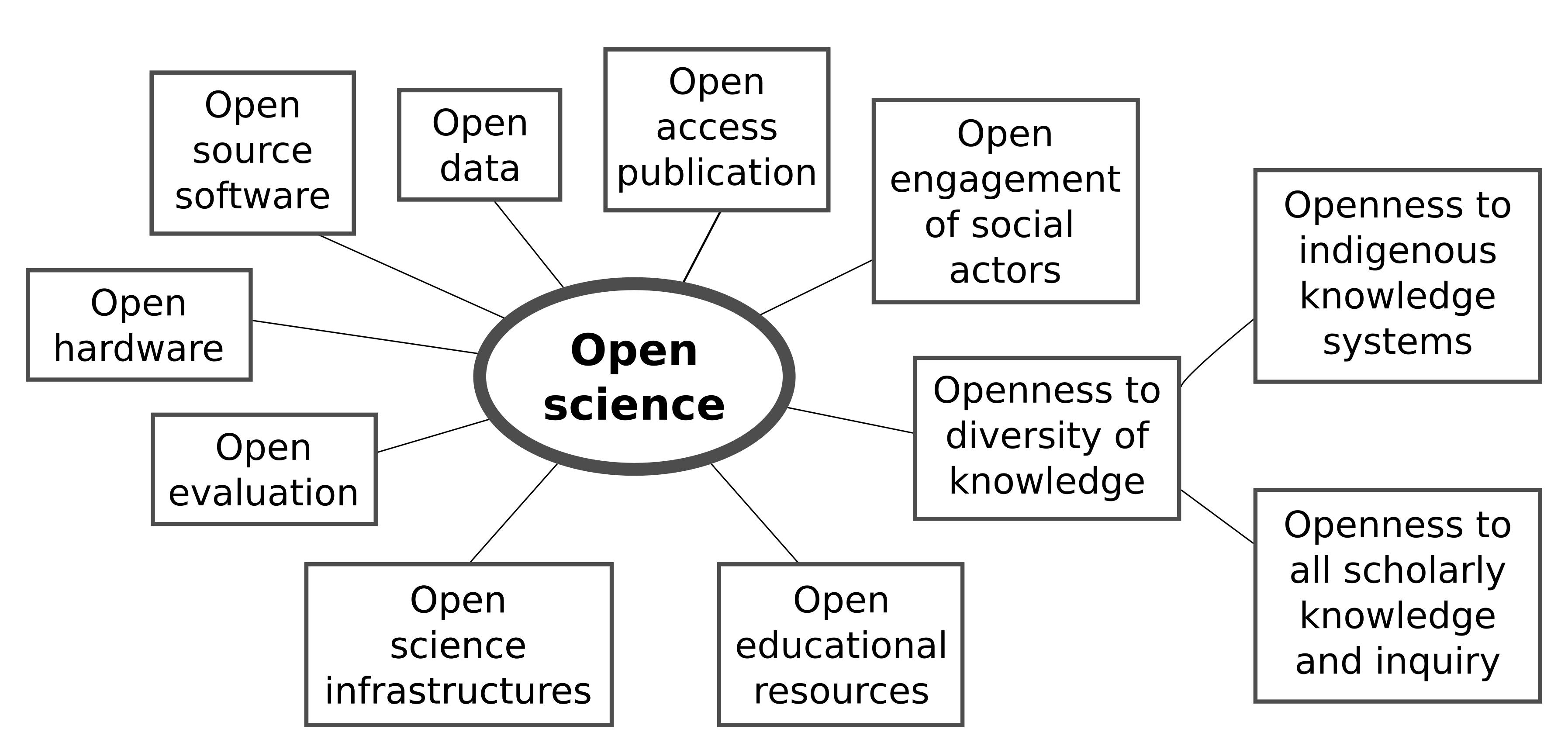
17개의 유네스코 발표를 기반으로 한 개방형 과학 요소2021년 2월. 이 묘사에는 토착 과학 이 포함되어 있다.

오픈 사이언스의 6가지 원칙은 다음과 같다.
- 개방된 방법론
- 오픈 소스
- 오픈 데이터
- 오픈 액세스
- 공개 피어 리뷰
- 오픈 교육 리소스

## 배경
과학은 데이터를 수집, 분석, 출판, 재분석, 비판 및 재사용하는 것으로 광범위하게 이해된다. 개방 과학의 지지자들은 과학적 데이터의 광범위한 보급을 방해하거나 단념시키는 많은 장벽을 확인한다.

## 역사
과학 학술지의 광범위한 채택은 현대 오픈 사이언스 개념의 시작을 표시한다. 이 시간 이전에 사회는 과학자들에게 비밀스러운 행동을 하도록 압력을 가했다.
과학 저널이 출현하기 전에 과학자들은 과학적 발견을 발표함으로써 얻는 것이 거의 없었고 잃을 것이 많았다. 갈릴레오, 케플러, 아이작 뉴턴, 크리스티안 하위헌스, 로버트 훅 을 포함한 많은 과학자들은 아나그램이나 사이퍼로 코딩된 논문에 기술한 다음 코딩된 텍스트를 배포함으로써 자신의 발견을 주장했다. 그들의 의도는 자신의 발견을 이익이 될 수 있는 것으로 발전시킨 다음 소유권을 주장할 준비가 되었을 때 발견을 공개하여 소유권을 증명하는 것이었다.
발견물을 공개하지 않는 제도는 발견물이 빨리 공유되지 않고, 가끔 발견자가 우선순위를 입증하기 어려웠기 때문에 문제를 일으켰다. 우선 순위에 대한 논쟁은 과학이 공개적으로 출판되지 않는 시스템에 내재되어 있으며, 이는 우선 순위의 혜택을 받고자 하는 과학자들에게 문제가 되었다.
이러한 경우는 과학자들이 즉시 유용한 것을 개발하거나 오락을 위해 자금을 지원받은 귀족 후원 시스템을 대표한다. 이런 의미에서 과학의 자금 지원은 예술가, 작가, 건축가, 철학자의 자금 지원과 같은 방식으로 후원자에게 명성을 가져다주었다. 이 때문에 과학자들은 후원자의 욕구를 충족시켜야 한다는 압력을 받았고 후원자 이외의 사람들에게 명성을 가져다줄 연구를 공개하는 것을 꺼렸다.
현대에는 많은 학계에서 공적 자금 지원을 받는 대학 및 연구 기관의 연구원들에게 연구를 공유하고 일부 기술 개발을 독점적으로 만드는 작업에 참여하도록 압력을 가했다. 일부 연구 제품은 상업적 수익을 창출할 수 있는 잠재력이 있으며 이러한 제품을 활용하기 위해 많은 연구 기관이 정보 및 기술을 보류하고 있다. 기술의 잠재적 지불금을 예측하거나 원천 징수 비용을 평가하기는 어렵지만, 기술을 보유하는 단일 기관의 이점이 다른 모든 연구 기관에서 원천 징수하는 비용만큼 크지 않다는 데 일반적으로 동의한다.
21세기 초 활동가 및 제도적 담론에서 제시되었던 오픈 사이언스 운동은 특히 인터넷 시대에 과학을 개방하는 다양한 방식을 의미한다. 첫 번째 기둥은 과학 출판물에 대한 무료 액세스이다. 2001년 열린사회재단이 주최한 부다페스트 회의는 이 문제를 정치 지형에 부과하는 데 결정적인 역할을 했다. 결과 선언문은 독자에게 무료로 제공되는 오픈 아카이브 및 오픈 액세스 저널과 같은 디지털 도구의 사용을 요구한다.
과학 출판물에 대한 공개 접근이라는 아이디어는 2002년에 생성된 Creative Commons 라이선스와 같은 공유 문서를 배포하고 수정할 수 있는 권리를 보장하기 위한 무료 라이선스 문제와 빠르게 분리할 수 없게 되었다. 2011년 부다페스트 오픈 이니셔티브의 새로운 텍스트는 과학 문서에 대한 무료 액세스뿐만 아니라 무료 배포를 보장하기 위해 CC-BY 라이센스의 관련성을 명시적으로 언급한다.
인터넷에 의한 개방성 약속은 2003년 베를린 선언 에서 이미 언급한 바와 같이 다양한 분야의 과학적 연구를 뒷받침하는 연구 데이터로 확장된다. 2007년 경제협력개발기구 (OECD)는 공적 자금이 지원되는 연구 데이터에 대한 액세스에 대한 보고서를 발표했으며, 여기에서 이를 연구 결과를 검증하는 데이터로 정의했다.
오픈 사이언스는 민주적 미덕을 넘어 연구 결과의 복제 위기에 대응하는 것을 목표로 하고 있으며, 특히 이를 생성하는 데 사용되는 데이터 또는 소스 코드의 공개 일반화 또는 방법론적 기사의 보급을 통해 연구 결과의 복제 위기에 대응하는 것을 목표로 한다.